# 1,3-环庚二烯
1,3-环庚二烯（英語：1,3-Cycloheptadiene）是一种环烯烃，分子式C7H10，具有高度的可燃性，常温常压下为无色澄清液体。它和亚硝基苯在二氯甲烷中反应，可以得到7-苯基-6-氧杂-7-氮杂双环[3.3.2]壬-8-烯。SmI2/H2O/Et3N在四氢呋喃中可以将其还原为环庚烯。